# Diplocarpon
Diplocarpon F.A. Wolf – rodzaj workowców. Należące do niego gatunki rozprzestrzenione są na wszystkich kontynentach, w strefie klimatu umiarkowanego, subtropikalnego i tropikalnego. Są pasożytami i saprotrofami, głównie drzew i krzewów z rodziny różowatych.

## Morfologia
Ich zarodniki są podzielone przegrodą na dwie nierównej wielkości komórki. Czasami są one zwężone przy przegrodzie, wówczas w workach tworzą dwa rzędy.

## Systematyka i nazewnictwo
Pozycja w klasyfikacji według Index Fungorum: Drepanopezizaceae, Helotiales, Leotiomycetidae, Leotiomycetes, Pezizomycotina, Ascomycota, Fungi.
Synonim: Entomopeziza Kleb.

## Gatunki
- Diplocarpon alpestri (Ces.) Rossman 2014
- Diplocarpon earlianum (Ellis & Everh.) F.A. Wolf 1924 – wywołuje czerwoną plamistość liści truskawki
- Diplocarpon fragariae (Lib.) Rossman 2014
- Diplocarpon hymenaeae Bat. & I.H. Lima 1957
- Diplocarpon impressum (Fr.) L. Holm & K. Holm 1977
- Diplocarpon mali Y. Harada & Sawamura 1974
- Diplocarpon mespili (Sorauer) B. Sutton 1980 – wywołuje brunatną plamistość liści gruszy
- Diplocarpon polygoni E. Müll. 1977
- Diplocarpon rosae F.A. Wolf 1912 – wywołuje czarną plamistość róży
- Diplocarpon saponariae (Ces.) Nannf. 1936

Nazwy naukowe oraz wykaz gatunków na podstawie Index Fungorum. Uwzględniono tylko taksony zweryfikowane. Nazwy chorób według pracy Polskie nazwy chorób roślin uprawnych.